# Eloisa James
Eloisa James (nom de plume de Mary Bly), née en 1962, est professeure titulaire de littérature anglaise spécialisée sur Shakespeare à l'Université Fordham et écrit également des romances historiques sous la Régence anglaise à succès sous son pseudonyme. Fille de l'écrivain Robert Bly, elle est l'auteure d'un mémoire sur l'année que sa famille a passée en France, Paris in Love .

## Biographie
Les parents de Mary Bly sont Robert Bly, poète américain et figure du mouvement masculiniste et Carol Bly (en), auteure de nouvelles.

## Œuvres

### La sérieLes Wilde
Arbre généalogique Wilde : https://www.eloisajames.com/extras/the-wilde-family-tree/
- Les Wilde 1 - La coqueluche de ses dames. Publié en 2018 en France. Titre original Wilde in Love, Avon, octobre 2017 (ISBN 978-0062389473)
- Les Wilde 2 - Le retour du guerrier. Publié en 2019 en France. Titre original Too Wilde to Wed, Avon, mai 2018 (ISBN 978-0062692467)
- Les Wilde 3 - Le parti idéal. Publié en 2020 en France. Titre original Born to be Wilde, Avon, juillet 2018 (ISBN 978-0062692474)
- Les Wilde 4 - La plus délurée de la famille. Publié en 2021 en France. Titre original Say No to the Duke, Avon, juin 2019 (ISBN 978-0062877826)
- Les Wilde 5 - Le dernier amour du duc. Publié en 2021 en France. Titre original My Last Duchess, Avon, 2020  (ISBN 978-0349429014)
- Les Wilde 6 - La petite souris en robe de bal. Publié en 2021 en France. Titre original Say yes to the Duke, Avon 2020  (ISBN 978-0349423708)
- Les Wilde 7 - La provocatrice. Publication annoncée en 2022 en France. Titre original Wilde Childe, Avon 2021  (ISBN 978-0063059313)

### La sérieLes Sœurs Essex
Arbre généalogique de la famille Essex : https://www.eloisajames.com/extras/essex-sisters-family-tree/
- Les Sœurs Essex 1 - Le destin des quatre sœurs. Publié en 2014 en France. Titre original Much Ado About You. Avon. 2005  (ISBN 978-0060732066)
- Les Sœurs Essex 2 - Embrasse-moi, Annabelle. Publié en 2014 en France. Titre original Kiss Me, Annabel. Avon. 2005  (ISBN 978-0060732103)
- Les Sœurs Essex 3 - Le duc apprivoisé. Publié en 2015 en France. Titre original The Taming of the Duke. Avon. 2006  (ISBN 978-0060781583)
- Les Sœurs Essex 4 - Le plaisir apprivoisé. Publié en 2015 en France. Titre original Pleasure for Pleasure. Avon. 2006  (ISBN 978-0060781927)